# محاصره مرو
محاصره مرو در آوریل ۱۲۲۱ در زمان تازش مغول به امپراتوری خوارزمشاهیان رخ افتاد.
در سال ۱۲۱۹ چنگیزخان، فرمانروای امپراتوری مغول، به امپراتوری خوارزمشاهیان که از سوی سلطان محمد خوارزمشاه گردانده می شد، حمله کرد.
در حالی که سلطان محمد خوارزمشاه می‌خواست از شهرهای بزرگ خود تکی‌تکی دفاع کند و ارتش خود را در چندین پادگان بخش کرد، مغول‌ها شهرها را یکی پس از دیگری در ژرفای خراسان، دل امپراتوری خوارزمشاهیان، محاصره کردند.
شهر مرو كانون دانش، بازرگانی و فرهنگ خراسان و در آن زمان بخشی از امپراتوری گسترده خوارزمشاهیان بود.
یک نیروی مغول که شمارش میان سی هزار تا پنجاه هزار تن برآورد می شود و به رهبری تولوی پسر چنگیزخان پس از ویران کردن پایتخت امپراتوری گرگانج در شمال ، بیابان قره‌قوم را به سوی مرو پیمودند.
به گفته چندین تاريخنگار هم‌روزگار ما، نيروهای پدافندی مرو طی ۷ تا ۱۰ روز از مغولان شکست خوردند.
گزارش‌های تاریخی میگویند که همه مردم مرو، از جمله پناهندگانی که پیشتر از دیگر شهرهای تحت محاصره خوارزمشاهیان گریخته بودند، کشته شدند.
گفته شده مغول ها هفتصد هزار تن را پوست کندند، در حالی که تاریخ نگار ایرانی، جوینی، این شمار را بیش از یک میلیون و سیصد هزار تن بازگو کرده است، که آن را یکی از خونین ترین گشایشهای یک شهر در تاریخ جهان کرده است.

## پیش زمینه
مرو که پیشتر با نام‌های «اسکندریه»، «آنتیوکیه در مارجیانا» و «مرو شاهیجان» نیز شناخته می‌شد، یکی از شهرهای بزرگ ایران در راه جاده ابریشم بود که در خراسان جای اشت.
مرو پایتخت چندین کشور در درازنای تاریخ سرافراز خود، پایگاه مأمون و پایتخت کل خلافت اسلامی در آغاز سده نهم شد.
مرو در سده های ۱۱ و ۱۲ میلادی پایتخت امپراتوری سلجوقیان بود.
در همین زمان مرو کانوان بنیادین دانش و فرهنگ اسلامی شد و سرایندگان، موسیقی دانان، پزشکان، ریاضیدانان و ستاره شناسان نامی را به سوی خود کشاند و همچنین نوآفرینی کرد.
عمر خیام دانشمند بزرگ ایرانی مانند برخی از دیگر بزرگان چند سالی در رصدخانه مرو کار می کرد.
آنگونه گیتاشناس و گردشگر ایرانی اصطخری درباره مرو نوشته است: «در میان همه شهرهای ایران، مردم مرو به هوش و دانش نامور بودند.
گیتاشناس عرب یاقوت حموی ۱۰ کتابخانه بزرگ را در مرو برشمرده است، از جمله یکی در مسجد بزرگی که دربردارنده ۱۲۰۰۰ پوشینه است.
در درازنای سده های ۱۲ و ۱۳ درست پیش از تازش مغول، مرو گویا بزرگترین شهر جهان با جمعیتی بیش از پانصد هزار تن بوده است.
مرو در یاقوت حموی، شهر و ساختارهای آن از یک روز راه دور قابل دیدن بود.

## رويداد
درباره شمار همه نیروهای تازنده مغول گزارش های ناسازگاری به جا مانده‌است. بالاترین شمار از سوی تاریخنگاران کلاسیک مسلمان مانند جوزجانی و رشیدالدین فضل‌الله همدانی بازگو شده است.
پژوهشگران امروزی مانند موریس روسابی نشان داده‌اند که همه نیروهای تازنده مغول روی هم نمی‌توانست بیش از دویست هزار تن بوده باشد.
ارتش مغول موج موج به سرزمین خوارزمیشاهیان رسیدند: در آغاز یک سپاه پیشتاز به رهبری جوچی پسر بزرگ چنگیز و سردار جبه نویان از گذرگاه های تین شان گذشتند و ویران کردن شهرهای دره فرغانه خاوری را آغاز کردند.
برادران جوچی چغتای و اوگدی سپس بر اترار فرود آمدند و آن را محاصره کردند.
چنگیز به زودی با کوچکترین پسرش تولوی از راه رسید و نیروی تازنده را به چهار گروه بخش کرد:
در حالی که چغتای و اوگدی میبایست در محاصره اترار میمانند، جوچی باید رو به شمال باختری سوی گرگانج به راه می افتاد.
یک گروه کوچک نیز برای گرفتن خجند فرستاده شد ولی خود چنگیز، تولوی و نزديک نیمی از ارتش - میان سی تا پنجاه هزار تن - را برداشت و سوی باختر به راه افتاد.
خوارزمشاه با دشواری های فراوان رویارو بود. پادشاهی او گسترده و نوبنیاد بود، با مدیریتی که هنوز در حال گسترش بود
افزون بر این، مادرش ترکان خاتون همچنان توانمندی چشمگيری در کشور داشت.
پیتر بنیامین گلدن تاریخ‌نگار، پیوند میان شاه و مادرش را "دوسالاری ناآرام" نامید که کارکردش بیشتر به زیان محمد بود.
شاه به بيشتر فرماندهان خود ناباوری داشت، یگانه استثناء پسر بزرگ و وارثش جلال‌الدین بود که چيره‌دستي لشگری اش در درگیری سال پیش در رودخانه ایرغیز بسیار به چشم آمده بود.
اگر خوارزمشاه در پی نبردی آشکار بود، چنانکه بسیاری از فرماندهانش می‌خواستند، از لشکر مغول، هم از ديد شمار نيروها و هم از ديد چيره‌دستی، پیشی می‌گرفت.
پس شاه بر آن شد نیروهای خود را در جایگاه نیروهای پادگانی در برجسته ترین شهرهای امپراتوری پخش کند.

پادگان مرو دربردارنده تنها پیرامون ۱۲۰۰۰ تن بود و شهر پر از پناهندگان خاور خوارزم بود.
در آوریل ۱۲۲۱ تولوی پسر چنگیز خان شهر را شش روز محاصره کرد و در روز هفتم به مرو تاخت.
ولي پادگان تاخت و تاز را شکست داد و ضد حمله خود را در برابر مغول ها آغاز کرد.
نیروهای پادگان نیز به همین ترتیب ناچار به بازگشت به شهر شدند. روز آینده فرماندار شهر با پیمان تولوی درباره نکشتن شهروندان شهر را تسلیم کرد.
با این همه،  همینکه شهر تسلیم شد تولوی نزديک به همه تسلیم شدگان را در کشتاری که گویا بزرگتر از کشتار در گرگانج بود از دم تیغ گذراند.
بخش‌های افغان و خلج ارتش مغول، شکنجه‌های ناپنداشتنی‌ای را انجام می‌دادند که «هیچ‌کسی مانند آن را ندیده است». آنها شهروندان را به آتش می کشیدند و روش های دیگر شکنجه را بکار میبردند.
ابن اثیر تاريخ نگار عرب این رويداد را بر پایه گفتار پناهندگان مرو نگاشته است: چنگیزخان بر تختی زرین نشست و دستور داد نیروهایی را که دستگیر شده بودند نزد او بیاورند. هنگامی که نزدش بودند به دار آویخته شدند و مردم نگاه کردند و گریستند. آنگاه كه نوبت به عوام رسید، مرد و زن و بچه و دارایی را از هم جدا کردند
روزی به یاد ماندنی برای فریاد و گریه و زاری بود.
آنها سرمایه داران را گرفتند کتک زدند و در جستجوی سرمایه شان با با روشهای گوناگون شکنجه شان کردند.
سپس شهر را آتش زدند و آرامگاه سلطان سنجر را سوزاندند و گور او را به دنبال پول کندند.
مغولان گفتند: «اینها در برابر ما ایستادگی کردند» پس همه را کشتند.
سپس چنگیزخان دستور داد که مردگان را بشمارند نزدیک هفتصد هزار پیکر آنجا بود.»
یک تاریخ نگار ایرانی به نام جوینی این شمار را بیش از یک میلیون و سیصد تن بازگو کرده است.
هر یک از سربازان ارتش گشاينده  «سه تا چهارصد تن را ميكشتند» که بسیاری از آن سربازان از سرخس بودند که چون شهرشان دشمن مرو بود «در کشتار وحشیانه هم ميهنان مسلمانشان بر مغولان بت پرست پیشی گرفتند»
نزدیک به همگی مردم مرو و پناهندگانی که از دیگر شهرهای خوارزمشاهیان می‌آمدند، كشته شدند.

## پيامد
پس از اندکی در سال ۱۲۲۱، جلال الدین خوارزمشاه به یک دسته از مغولان در نزدیکی ویلان تاخت که در پی آن چنگیزخان لشکری دربردارنده از ۳۰۰۰۰ نیرو به فرماندهی شیگی قوتوقو بفرستد.
در پی فنی که جلال الدین خوارزمشاه در پیش گرفت، ارتش مغول در نبردی دو روزه نابود شد.
خوارزمشاهیان پس از پخش خبر شکست شیگی قوتقو در جنگ پروان در سراسر پادشاهی شورش کردند.
«کوش تگین پهلوان» با پیروی از پیروزی های پشت سر هم جلال الدین در برابر ارتش مغول شورشی را در مرو رهبری کرد و اين شهر را با کامیابی گرفت و به دنبال آن تاختن كامياب به بخارا انجام شد.
كنده كاری ها نشان از بازسازی برج و باروها پس از ویرانی شان دارد ولی آبادانی شهر دیگر برنگشت.
تازش مغول كمرنگ شدن فروغ مرو و دیگر كانونهای برجسته برای بیش از یک سده را در پی داشت.
پس از پیروزی مغول، مرو بخشی از فرمانروائی ایلخانیان شد و پیوسته از سوی دیگر فرمانرواییِ مغول خانات جغتای تاراج شد.
در سالهای آغازین سده چهاردهم، این شهر پایگاه یک اسقف اعظم مسیحی کلیسای خاوری زیر فرمانروایی دست نشاندگان ایلخانیان کرتیان شد.

## بن‌مایه
- همکاری‌کنندگان ویکی‌پدیا، «Siege of Merv »، ویکی‌پدیای انگلیسی، دانشنامهٔ آزاد (بازیابی ۱۰ آبان ۱۴۰۳)